# Zahradníkův rok (film)
Zahradníkův rok je český dramatický film z roku 2024 režiséra Jiřího Havelky. Film vznikl podle knižní stejnojmenné předlohy od spisovatele Karla Čapka a vychází z pravdivých událostí. Hlavní role ve filmu ztvárnili Oldřich Kaiser se svojí manželkou Dášou Vokatou.

## Děj
Na úpatí kopce žije zahradník se svou manželkou. Provozují spolu vlastní zahradnictví. Ruský majitel koupí nedaleký hrad a má spadeno i na zahradníkovu parcelu. Dále hodlá předělat místní krajinu podle svých představ. Manželský pár zahradníků se mu rozhodne postavit do cesty. Ten jim uzavře příjezdovou cestu a postaví kolem jejich pozemku plot s ostnatým drátem. Tyto činy se časem stále více zhoršují. Zahradník se nevzdává a i nadále svůj dům brání. Policie ani starostka problémy neřeší, a tak se zahradník rozhodne vzít věci do vlastních rukou.
Děj je inspirován událostmi na zámku Nové Zámky v Dolní Olešnici, který vlastní ruský podnikatel Alexej Zacharov.

## Obsazení
- Oldřich Kaiser jako zahradník
- Dáša Vokatá jako zahradníkova manželka
- Štěpán Kozub jako ochranka
- Alena Mihulová jako starostka
- Jiří Vyorálek jako policista
- Tomáš Jeřábek jako policista
- Michal Isteník jako realitní agent
- Pavel Batěk jako kriminalista
- Tereza Dočkalová jako novinářka
- Petr Lněnička jako úředník
- Luboš Veselý jako soused zahradníka

## Natáčení
Natáčení začalo v létě roku 2022. Natáčelo se na rodinném statku režiséra filmu Jiřího Havelky.

## Premiéra
Slavnostní premiéra filmu proběhla 3. července 2024 na Mezinárodním filmovém festivalu v Karlových Varech. Do kin byl film uveden 18. července.